# Pareiorhaphis garapia
Pareiorhaphis garapia es una especie del género de peces silúridos de agua dulce Pareiorhaphis de la familia Loricariidae. Habita en aguas templado-cálidas del centro-este de América del Sur.  

## Taxonomía
Esta especie fue descrita originalmente en el año 2015 por los ictiólogos Edson H. L. Pereira, Pablo Lehmann, A., Lucas J. Schvambach y Roberto E. Reis.
Localidad tipo
La localidad tipo referida es: “arroyo Garapiá, aguas arriba de la cascada Garapiá, en las coordenadas: 29°30’05.2”S 50°13’15.8”W, Maquiné, Barra do Ouro, Río Grande del Sur, Brasil”.
Holotipo
El ejemplar holotipo designado es el catalogado como: MCP 48861, un macho adulto el cual midió 46,8 mm. Fue colectado el 18 de julio de 2014 por P. Lehmann A., R. E. Reis, E. H. L. Pereira y L. J. Schvambach.
Etimología
Etimológicamente el término específico garapia refiere al nombre del arroyo donde fue colectado el ejemplar tipo (el arroyo Garapiá) y a su vez a la cascada homónima que limita hacia aguas abajo la distribución de la especie.

## Distribución
Pareiorhaphis garapia se distribuye en cursos fluviales del centro-este de Sudamérica, en el nordeste del estado de Río Grande del Sur, en el sur del Brasil. Es un pez exclusivo de las cabeceras del arroyo Garapiá, el cual forma parte de la cuenca hidrográfica del río Maquiné, con pendiente del océano Atlántico. Su distribución aguas abajo está limitada por la cascada Garapiá.
Es endémica de la ecorregión de agua dulce Tramandaí-Mampituba.